# Chính phủ Việt Nam
Chính phủ Việt Nam (tên chính thức Chính phủ nước Cộng hòa xã hội chủ nghĩa Việt Nam) là nhánh hành pháp của Việt Nam. Chính phủ thực hiện quyền hành pháp, là cơ quan chấp hành, chịu trách nhiệm và báo cáo công tác trước Quốc hội, Ủy ban Thường vụ Quốc hội và Chủ tịch nước.
Chính phủ hiện tại là Chính phủ Phạm Minh Chính (tức Chính phủ nhiệm kỳ Quốc hội khóa XV), được thành lập dựa trên Hiến pháp 2013 của Cộng hòa xã hội chủ nghĩa Việt Nam. Trước đó, những nhà nước tại Việt Nam từng có nội các chính phủ riêng dựa trên những thể chế khác trước đây.

## Lịch sử

### Nội các đầu tiên
Nội các đầu tiên của Việt Nam là Nội các Trần Trọng Kim của Đế quốc Việt Nam, thành lập sau khi Viện Cơ mật của triều Nguyễn bị người Nhật giải tán. Trước đây trong triều Nguyễn cũng có một cơ quan tên Nội các, tuy nhiên cơ quan này chỉ đảm nhận việc phụ tá nhà vua và giải quyết các công việc về văn thư, giấy tờ còn việc cố vấn quốc sự được giao cho Viện Cơ mật.

### 1945-1954
Sau khi Bảo Đại thoái vị, Chính phủ Cách mạng lâm thời Việt Nam Dân chủ Cộng hòa đã được thành lập vào ngày 2 tháng 9 năm 1945. Sau đó, dưới các điều kiện chiến tranh và chính trị mà các chính phủ khác nhau được thành lập dưới trướng Việt Nam Dân chủ Cộng hòa. Nội các trong Chính phủ lần đầu được quy định trong Hiến pháp 1946, với Chủ tịch nước là người đứng đầu Chính phủ, Nội các là cơ quan hỗ trợ do Thủ tướng đứng đầu.
Với quyền kiểm soát lãnh thổ Việt Nam từ vĩ tuyến 16 trở xuống, năm 1946 Pháp đã thành lập Chính phủ Trung ương lâm thời Cộng hòa Nam Kỳ với Thủ tướng cùng Nội các riêng để đối chọi với phía Việt Nam Dân chủ Cộng hòa. Đến năm 1948 thì thành lập thêm Chính phủ Trung ương lâm thời Việt Nam, và sau đó cả hai đã thống nhất trở thành Chính phủ Quốc gia Việt Nam, với nội các đầu tiên là Nội các Bảo Đại.

### Việt Nam Dân chủ Cộng hòa (sau 1955)
Sau Hiệp định Genève, chính phủ không đối lập đầu tiên của Việt Nam Dân chủ Cộng hòa, tức Chính phủ mở rộng được thành lập. Nội các của các chính phủ kế thừa từ đây chỉ bao gồm thành viên các đảng phái thuộc Mặt trận Tổ quốc Việt Nam. Từ sau khi Hiến pháp 1959 có hiệu lực, Nội các được đổi tên thành Hội đồng Chính phủ, với lãnh đạo là Thủ tướng thay vì Chủ tịch nước như bản Hiến pháp 1946.

### Việt Nam Cộng hòa
Sau cuộc Trưng cầu dân ý năm 1955, Ngô Đình Diệm đã thành lập nền Đệ nhất Cộng hòa kế thừa Quốc gia Việt Nam, với ngành hành pháp do Tổng thống đứng đầu cùng Nội các hỗ trợ dựa theo Hiến pháp 1956. Nội các đầu tiên của chính thể này là Nội các Ngô Đình Diệm lần 2.
Vụ đảo chính 1963 đã dấn đến sự chấm dứt nền Đệ nhất Cộng hòa, nối tiếp là một loạt các nhóm tướng lĩnh và chính phủ dân sự cầm quyền liên tiếp, cho đến khi nhóm Nguyễn Văn Thiệu và Nguyễn Cao Kỳ thành lập nền Đệ nhị Cộng hòa, ban hành Hiến pháp 1967 quy định Thủ tướng đứng đầu Nội các dưới quyền Tổng thống. Nội các đầu tiên của chính thể này là Nội các Nguyễn Văn Lộc.

### Cộng hòa xã hội chủ nghĩa Việt Nam
Sự kiện 30 tháng 4 năm 1975 đánh dấu sự chấm dứt chế độ Việt Nam Cộng hòa, đồng thời Chính phủ Cách mạng lâm thời Cộng hòa miền Nam Việt Nam thành lập từ năm 1969 sẽ kế thừa Nội các cũ, đến tháng 7/1976 thì thống nhất với phía Việt Nam Dân chủ Cộng hòa để lập ra Hội đồng Chính phủ Phạm Văn Đồng lần 5, nội các chính phủ đầu tiên của Cộng hòa xã hội chủ nghĩa Việt Nam.
Sau đó, Hội đồng Chính phủ đã đổi tên theo Hiến pháp 1980 thành Hội đồng Bộ trưởng và Hiến pháp 1992 thành Chính phủ.

## Nhiệm kì
Hiến pháp 2013, Điều 97 quy định:
"Nhiệm kỳ của Chính phủ theo nhiệm kỳ của Quốc hội. Khi Quốc hội hết nhiệm kỳ, Chính phủ tiếp tục làm nhiệm vụ cho đến khi Quốc hội khóa mới thành lập Chính phủ".
Trong đó, Điều 71 quy định nhiệm kì của mỗi khóa Quốc hội là 5 năm.

## Thành phần
Hiến pháp 2013, Điều 95 Mục 1 có quy định:
"Chính phủ gồm Thủ tướng Chính phủ, các Phó Thủ tướng Chính phủ, các Bộ trưởng và Thủ trưởng cơ quan ngang bộ. 
Cơ cấu, số lượng thành viên Chính phủ do Quốc hội quyết định.
Chính phủ làm việc theo chế độ tập thể, quyết định theo đa số."

## Nhiệm vụ và quyền hạn
Hiến pháp 2013, Điều 96 quy định:
"Chính phủ có những nhiệm vụ và quyền hạn sau đây:
1. Tổ chức thi hành Hiến pháp, luật, nghị quyết của Quốc hội, pháp lệnh, nghị quyết của Ủy ban thường vụ Quốc hội, lệnh, quyết định của Chủ tịch nước;
2. Đề xuất, xây dựng chính sách trình Quốc hội, Ủy ban thường vụ Quốc hội quyết định hoặc quyết định theo thẩm quyền để thực hiện nhiệm vụ, quyền hạn quy định tại Điều này; trình dự án luật, dự án ngân sách nhà nước và các dự án khác trước Quốc hội; trình dự án pháp lệnh trước Ủy ban thường vụ Quốc hội;
3. Thống nhất quản lý về kinh tế, văn hóa, xã hội, giáo dục, y tế, khoa học, công nghệ, môi trường, thông tin, truyền thông, đối ngoại, quốc phòng, an ninh quốc gia, trật tự, an toàn xã hội; thi hành lệnh tổng động viên hoặc động viên cục bộ, lệnh ban bố tình trạng khẩn cấp và các biện pháp cần thiết khác để bảo vệ Tổ quốc, bảo đảm tính mạng, tài sản của Nhân dân;
4. Trình Quốc hội quyết định thành lập, bãi bỏ bộ, cơ quan ngang bộ; thành lập, giải thể, nhập, chia, điều chỉnh địa giới hành chính tỉnh, thành phố trực thuộc trung ương, đơn vị hành chính - kinh tế đặc biệt; trình Ủy ban thường vụ Quốc hội quyết định thành lập, giải thể, nhập, chia, điều chỉnh địa giới đơn vị hành chính dưới tỉnh, thành phố trực thuộc trung ương;
5. Thống nhất quản lý nền hành chính quốc gia; thực hiện quản lý về cán bộ, công chức, viên chức và công vụ trong các cơ quan nhà nước; tổ chức công tác thanh tra, kiểm tra, giải quyết khiếu nại, tố cáo, phòng, chống quan liêu, tham nhũng trong bộ máy nhà nước; lãnh đạo công tác của các bộ, cơ quan ngang bộ, cơ quan thuộc Chính phủ, Ủy ban nhân dân các cấp; hướng dẫn, kiểm tra Hội đồng nhân dân trong việc thực hiện văn bản của cơ quan nhà nước cấp trên; tạo điều kiện để Hội đồng nhân dân thực hiện nhiệm vụ, quyền hạn do luật định;
6. Bảo vệ quyền và lợi ích của Nhà nước và xã hội, quyền con người, quyền công dân; bảo đảm trật tự, an toàn xã hội;
7. Tổ chức đàm phán, ký điều ước quốc tế nhân danh Nhà nước theo ủy quyền của Chủ tịch nước; quyết định việc ký, gia nhập, phê duyệt hoặc chấm dứt hiệu lực điều ước quốc tế nhân danh Chính phủ, trừ điều ước quốc tế trình Quốc hội phê chuẩn quy định tại khoản 14 Điều 70; bảo vệ lợi ích của Nhà nước, lợi ích chính đáng của tổ chức và công dân Việt Nam ở nước ngoài;
8. Phối hợp với Ủy ban trung ương Mặt trận Tổ quốc Việt Nam và cơ quan trung ương của tổ chức chính trị - xã hội trong việc thực hiện nhiệm vụ, quyền hạn của mình."

## Trách nhiệm
Chính phủ chịu sự giám sát của Chủ tịch nước và Quốc hội. Chính phủ phải chấp hành:
- Hiến pháp, luật, nghị quyết của Quốc hội,
- Pháp lệnh, nghị quyết của Ủy ban Thường vụ Quốc hội,
- Lệnh, quyết định của Chủ tịch nước.

Chính phủ phải chịu trách nhiệm và báo cáo công tác trước Chủ tịch nước, Quốc hội, Ủy ban Thường vụ Quốc hội.
Chức năng, nhiệm vụ, tổ chức, cách thức hoạt động của Chính phủ được quy định tại: Chương VII Hiến pháp 2013, Luật Tổ chức Chính phủ 2015 (sửa đổi 2019), và Nghị định Ban hành Quy chế làm việc của Chính phủ 2016.
Nghị định của Chính phủ và quyết định của Thủ tướng Chính phủ là văn bản quy phạm pháp luật dưới luật ở Việt Nam.

## Danh sách các cơ quan trong bộ máy Chính phủ
Sau cuộc sắp xếp và tinh gọn bộ máy năm 2025, thì Chính phủ hiện nay có 14 Bộ, 3 cơ quan ngang Bộ, 5 đơn vị trực thuộc.
- Các Bộ:

1. Bộ Quốc phòng
2. Bộ Công an
3. Bộ Ngoại giao
4. Bộ Tư pháp
5. Bộ Tài chính
6. Bộ Nội vụ
7. Bộ Khoa học và Công nghệ
8. Bộ Xây dựng
9. Bộ Công Thương
10. Bộ Nông nghiệp và Môi trường
11. Bộ Y tế
12. Bộ Giáo dục và Đào tạo
13. Bộ Văn hóa, Thể thao và Du lịch
14. Bộ Dân tộc và Tôn giáo

- Các Cơ quan ngang Bộ:

1. Văn phòng Chính phủ
2. Thanh tra Chính phủ
3. Ngân hàng Nhà nước Việt Nam

- Các Đơn vị trực thuộc Chính phủ :

1. Đài Truyền hình Việt Nam
2. Đài Tiếng nói Việt Nam
3. Thông tấn xã Việt Nam
4. Viện Hàn lâm Khoa học và Công nghệ Việt Nam
5. Viện Hàn lâm Khoa học Xã hội Việt Nam

Ngoài ra Chính phủ Việt Nam còn tổ chức các Ủy ban Quốc gia về nhiều lĩnh vực . Các Ủy ban Quốc gia không phải là một cơ quan hay bộ máy riêng biệt, mà thành phần gồm có các Phó Thủ tướng, Bộ trưởng hoặc Thứ trưởng từ các Bộ và cơ quan khác liên quan. Các Ủy ban Quốc gia đóng vai trò là cơ quan cố vấn cho Thủ tướng Chính phủ về các chính sách, cũng như tổ chức phối hợp liên ngành và liên Bộ, cho nên không có quyền lực hành pháp hoặc hành chính. Các Ủy ban Quốc gia được thành lập và kết thúc sứ mạng tùy thuộc vào tình hình thực tế. Hiện tại có 9 Ủy ban Quốc gia:
1. Ủy ban Quốc gia Đổi mới Giáo dục và Đào tạo
2. Ủy ban Quốc gia về Chuyển đổi số
3. Ủy ban Quốc gia về Biến đổi Khí hậu
4. Ủy ban An toàn giao thông Quốc gia
5. Ủy ban Quốc gia Phòng chống AIDS và Phòng chống Tệ nạn Ma túy, Mại dâm
6. Ủy ban Quốc gia Ứng phó sự cố, thiên tai và Tìm kiếm Cứu nạn
7. Ủy ban An ninh Hàng không Dân dụng Quốc gia
8. Ủy ban Quốc gia về Người cao tuổi
9. Ủy ban Quốc gia về Hợp tác Kinh tế Quốc tế

## Nhiệm vụ của Thủ tướng và các Phó Thủ tướng trong Chính phủ

### Thủ tướng Chính phủ
1- Thủ tướng Chính phủ, Ủy viên Bộ Chính trị, Bí thư Đảng bộ Chính phủ
a) Lãnh đạo, quản lý toàn diện mọi hoạt động thuộc chức năng, nhiệm vụ, quyền hạn của Chính phủ.
b) Trực tiếp chỉ đạo, điều hành các lĩnh vực công tác sau đây:
- Chiến lược, kế hoạch phát triển kinh tế - xã hội của cả nước.
- Chiến lược, chính sách tài chính, tín dụng, tiền tệ quốc gia.
- Chiến lược quốc phòng, an ninh, đối ngoại và công tác bảo đảm quốc phòng, an ninh.
- Công tác cán bộ; tổ chức bộ máy; cải cách hành chính; địa giới hành chính; những vấn đề chung về công tác thi đua, khen thưởng.
- Quan hệ phối hợp giữa Chính phủ với các cơ quan Đảng, Quốc hội, Chủ tịch nước, Ủy ban trung ương Mặt trận Tổ quốc Việt Nam và các tổ chức chính trị - xã hội.
c) Theo dõi và chỉ đạo: Bộ Quốc phòng, Bộ Công an, Thông tấn xã Việt Nam, Đài Truyền hình Việt Nam, Đài Tiếng nói Việt Nam, Ban Quản lý Lăng Chủ tịch Hồ Chí Minh.
d) Làm nhiệm vụ: Chủ tịch Ủy ban Chỉ đạo nhà nước về Biển Đông - Hải đảo; Chủ tịch Ủy ban quốc gia về Chính phủ điện tử, Chủ tịch Hội đồng Thi đua - Khen thưởng Trung ương; Trưởng Ban Chỉ đạo An toàn, An ninh mạng quốc gia; Trưởng Ban Chỉ đạo cải cách hành chính của Chính phủ; Chủ tịch một số Hội đồng, Ủy ban quốc gia và Trưởng các Ban Chỉ đạo khác.

### Phó Thủ tướng Chính phủ phụ trách Nội chính, Ngoại giao
a) Thay mặt Thủ tướng Chính phủ trực tiếp theo dõi, chỉ đạo các lĩnh vực công tác:
- Công tác xây dựng thể chế, xây dựng Nhà nước pháp quyền xã hội chủ nghĩa; cải cách tư pháp.
- Ngoại giao và quan hệ đối ngoại (bao gồm đối ngoại Đảng, ngoại giao Nhà nước và đối ngoại Nhân dân).
- Hỗ trợ phát triển chính thức (ODA) và vận động vốn vay ưu đãi; viện trợ phi Chính phủ nước ngoài, các tổ chức phi Chính phủ nước ngoài.
- Hội nhập quốc tế; theo dõi, chỉ đạo đàm phán và thực hiện các cam kết quốc tế song phương, đa phương; cơ chế một cửa ASEAN, cơ chế một cửa quốc gia và tạo thuận lợi thương mại; xử lý tranh chấp, khiếu kiện quốc tế.
- Đầu tư trực tiếp của nước ngoài (FDI), đầu tư của Việt Nam ra nước ngoài.
- Quan hệ của Việt Nam với các tổ chức quốc tế và khu vực; công tác biên giới và các vấn đề Biển Đông - Hải đảo.
- Công tác người Việt Nam ở nước ngoài và các vấn đề người nước ngoài ở Việt Nam. Các vấn đề về nhân quyền.
- Công tác dân tộc, tôn giáo; xóa đói giảm nghèo, những vấn đề thường xuyên về thi đua khen thưởng.
- Bảo đảm trật tự, an toàn giao thông.
- Phòng, chống tội phạm; phòng, chống buôn lậu và gian lận thương mại.
- Đặc xá.
- Phối hợp công tác giữa Chính phủ với Tòa án nhân dân tối cao và Viện kiểm sát nhân dân tối cao.
b) Thay mặt Thủ tướng Chính phủ theo dõi và chỉ đạo Bộ Ngoại giao, Bộ Nội Vụ, Bộ Tư pháp, Ủy ban Dân tộc, Văn phòng Chính phủ, Ngân hàng Chính sách xã hội.
c) Làm nhiệm vụ: Trưởng Ban Chỉ đạo quốc gia về hội nhập quốc tế, Chủ tịch Ủy ban chỉ đạo hợp tác song phương Việt Nam - Trung Quốc; Phụ trách Ủy ban Liên Chính phủ Việt Nam - Lào; Trưởng Ban Chỉ đạo nhà nước về phân giới cắm mốc biên giới trên đất liền; Trưởng Ban Chỉ đạo về Nhân quyền; Trưởng Ban Chỉ đạo Trung ương thực hiện 03 Chương trình mục tiêu Quốc gia: xây dựng nông thôn mới giai đoạn 2021-2025, giảm nghèo bền vững giai đoạn 2021-2025, phát triển kinh tế - xã hội vùng đồng bào dân tộc thiểu số và miền núi giai đoạn 2021-2030; Trưởng Ban Chỉ đạo phòng chống tội phạm; Trưởng Ban Chỉ đạo Quốc gia chống buôn lậu, gian lận thương mại và hàng giả; Chủ tịch Ủy ban chỉ đạo quốc gia về Cơ chế một cửa ASEAN, Cơ chế một cửa quốc gia và tạo thuận lợi thương mại; Chủ tịch Ủy ban An toàn giao thông quốc gia; Chủ tịch Ủy ban An ninh hàng không dân dụng quốc gia; Chủ tịch các Hội đồng, Ủy ban quốc gia, Trưởng các Ban Chỉ đạo khác theo lĩnh vực liên quan.
d) Các công việc khác theo sự phân công, ủy nhiệm của Thủ tướng Chính phủ.

### Phó Thủ tướng Chính phủ phụ trách Kinh tế tổng hợp, thanh tra, giải quyết khiếu nại, tố cáo.
a) Thay mặt Thủ tướng Chính phủ trực tiếp theo dõi, chỉ đạo các lĩnh vực công tác:
- Khối kinh tế tổng hợp, bao gồm: kế hoạch; tài chính, giá cả; tiền tệ, ngân hàng; thị trường vốn, thị trường chứng khoán; các nguồn đầu tư tài chính; dự trữ Nhà nước; dự báo và chính sách điều hành kinh tế vĩ mô.
- Chi ngân sách nhà nước, sử dụng dự phòng ngân sách Nhà nước, Quỹ dự trữ tài chính, Quỹ dự trữ ngoại hối và các Quỹ khác của Nhà nước; phát hành công trái, trái phiếu Chính phủ.
- Chính sách tiền lương và bảo hiểm xã hội.
- Phát triển các loại hình doanh nghiệp.
- Kinh tế tập thể, hợp tác xã.
- Sắp xếp, đổi mới doanh nghiệp nhà nước.
- Thanh tra, giải quyết khiếu nại, tố cáo; phòng, chống tham nhũng.
b) Thay mặt Thủ tướng Chính phủ theo dõi và chỉ đạo: Bộ Kế hoạch và Đầu tư, Bộ Tài chính, Ngân hàng Nhà nước Việt Nam, Thanh tra Chính phủ, Ủy ban quản lý vốn nhà nước tại doanh nghiệp, Bảo hiểm Xã hội Việt Nam, Ủy ban Giám sát tài chính quốc gia, Ngân hàng Phát triển Việt Nam, Bảo hiểm tiền gửi.
c) Làm nhiệm vụ: Chủ tịch Hội đồng tư vấn chính sách tài chính, tiền tệ quốc gia; Trưởng Ban Chỉ đạo Trung ương về cải cách chính sách tiền lương, bảo hiểm xã hội và ưu đãi người có công; Trưởng Ban Chỉ đạo đổi mới phát triển kinh tế tập thể, hợp tác xã; Trưởng Ban Chỉ đạo Đổi mới và Phát triển doanh nghiệp; Trưởng Ban Chỉ đạo xử lý các tồn tại, yếu kém của một số dự án và doanh nghiệp chậm tiến độ, kém hiệu quả thuộc ngành Công Thương; Chủ tịch các Hội đồng, Ủy ban quốc gia, Trưởng các Ban Chỉ đạo khác theo lĩnh vực liên quan.
d) Các công việc khác theo sự phân công, ủy nhiệm của Thủ tướng Chính phủ.

### Phó Thủ tướng Chính phủ phụ trách Khoa giáo - Văn xã
a) Thay mặt Thủ tướng Chính phủ trực tiếp theo dõi, chỉ đạo các lĩnh vực công tác:
- Giáo dục, đào tạo và dạy nghề.
- Khoa học và công nghệ.
- Lao động, việc làm và các vấn đế xã hội.
- Thông tin và truyền thông.
- Văn hóa; du lịch; thể dục, thể thao.
- Y tế, dân số, gia đình và trẻ em.
b) Thay mặt Thủ tướng Chính phủ theo dõi và chỉ đạo: Bộ Giáo dục và Đào tạo; Bộ Lao động - Thương binh và Xã hội, Bộ Thông tin và Truyền thông; Bộ Khoa học và Công nghệ; Bộ Y tế; Bộ Văn hóa, Thể thao và Du lịch; Viện Hàn lâm Khoa học và Công nghệ Việt Nam; Viện Hàn lâm Khoa học xã hội Việt Nam; Đại học Quốc gia Hà Nội; Đại học Quốc gia Thành phố Hồ Chí Minh.
c) Làm nhiệm vụ: Chủ tịch Hội đồng quốc gia giáo dục và Phát triển nhân lực; Chủ tịch Hội đồng Giáo dục quốc phòng - an ninh Trung ương; Chủ tịch Hội đồng quốc gia về phát triển bền vững và nâng cao năng lực cạnh tranh; Trưởng Ban Chỉ đạo nhà nước về du lịch; Trưởng Ban Chỉ đạo liên ngành Trung ương về vệ sinh an toàn thực phẩm; Chủ tịch Ủy ban quốc gia phòng, chống AIDS và phòng, chống tệ nạn ma túy, mại dâm; Chủ tịch các Hội đồng, Ủy ban quốc gia, Trưởng các Ban Chỉ đạo khác theo lĩnh vực liên quan.
d) Các công việc khác theo sự phân công, ủy nhiệm của Thủ tướng Chính phủ.

### Phó Thủ tướng Chính phủ phụ trách Kinh tế ngành
a) Thay mặt Thủ tướng Chính phủ trực tiếp theo dõi, chỉ đạo các lĩnh vực công tác:
- Công nghiệp, nông nghiệp và phát triển nông thôn, thương mại – xuất nhập khẩu, xây dựng, giao thông vận tải, tài nguyên và môi trường.
- Chiến lược ứng phó với biến đổi khí hậu.
- Quy hoạch tổng thể quốc gia, quy hoạch vùng, quy hoạch tỉnh.
- Chỉ đạo bảo đảm năng lượng, sử dụng năng lượng tiết kiệm và hiệu quả.
- Các công trình trọng điểm quốc gia; các dự án đầu tư xây dựng cơ bản theo phân cấp của pháp luật.
- Các khu kinh tế, khu công nghiệp, khu chế xuất...
- Công tác phòng, chống lụt bão, tìm kiếm cứu nạn.
b) Thay mặt Thủ tướng Chính phủ theo dõi và chỉ đạo: Bộ Nông nghiệp và Phát triển nông thôn; Bộ Công Thương; Bộ Xây dựng; Bộ Giao thông vận tải, Bộ Tài nguyên và Môi trường.
c) Làm nhiệm vụ: Chủ tịch Hội đồng quy hoạch quốc gia; Chủ tịch Hội đồng quốc gia về tài nguyên nước; Trưởng Ban Chỉ đạo quốc gia về phát triển điện lực; Trưởng Ban Chỉ đạo Nhà nước các Dự án trọng điểm về dầu khí; Trưởng Ban Chỉ đạo Nhà nước các công trình, dự án trọng điểm ngành giao thông vận tải; Trưởng Ban Chỉ đạo điều phối phát triển các Vùng kinh tế trọng điểm; Trưởng Ban Chỉ đạo Trung ương về phòng chống thiên tai; Trưởng Ban Chỉ đạo Trung ương về chính sách nhà ở và thị trường bất động sản; Chủ tịch phân ban Việt Nam trong Ủy ban liên Chính phủ Việt Nam - Liên bang Nga; Chủ tịch các Hội đồng, Ủy ban quốc gia, Trưởng các Ban Chỉ đạo khác theo lĩnh vực liên quan.
d) Các công việc khác theo sự phân công, ủy nhiệm của Thủ tướng Chính phủ.

## Hình thức hoạt động
Hình thức hoạt động tập thể của Chính phủ là các phiên họp Chính phủ. Những vấn đề quan trọng thuộc thẩm quyền của Chính phủ được thảo luận tập thể và quyết định theo đa số (trong trường hợp biểu quyết có tỷ lệ là 50-50 thì kết quả theo bên có Thủ tướng Chính phủ).
Theo ông Nguyễn Văn Phúc, nguyên Phó chủ nhiệm Ủy ban Kinh tế của Quốc hội Việt Nam, trước đây, Chính phủ Việt Nam hầu như chỉ trình các báo cáo lên Bộ Chính trị Ban Chấp hành Trung ương Đảng Cộng sản Việt Nam trước mà không trình Quốc hội Việt Nam. Chỉ sau khi Bộ Chính trị kết luận thì báo cáo mới được trình Quốc hội. Trong một vài khóa Quốc hội Việt Nam gần đây (trước khóa 14), Bộ Chính trị cho phép Đảng đoàn Quốc hội hoặc Ủy ban kinh tế của Quốc hội có ý kiến trước đối với những vấn đề liên quan.

## Đảng ủy Chính phủ
Xem thêm: Đảng bộ Chính phủ Việt Nam
Nhiệm vụ và quyền hạn của Đảng ủy Chính phủ
- Lãnh đạo Chính phủ thực hiện đúng đắn đường lối, chủ trương, nghị quyết của Đảng Cộng sản Việt Nam.
- Thực hiện các nghị quyết của Đảng về tổ chức, cán bộ; quyết định những vấn đề về tổ chức, cán bộ theo sự phân công, phân cấp của Bộ Chính trị.
- Kiểm tra việc thực hiện đường lối, chủ trương, nghị quyết của Đảng trong hoạt động của Chính phủ.
- Chịu trách nhiệm trước Bộ Chính trị, Ban Bí thư về những đề xuất và quyết định của Đảng ủy.

Tổ chức của Đảng ủy Chính phủ
- Đảng ủy có từ 7 đến 9 ủy viên, gồm các đồng chí đảng viên là Thủ tướng, các Phó Thủ tướng và một số đồng chí Bộ trưởng.
- Bí thư, Phó Bí thư và các ủy viên Đảng ủy do Bộ Chính trị chỉ định.
- Đảng ủy chịu sự lãnh đạo, chỉ đạo trực tiếp của Bộ Chính trị, Ban Bí thư.
- Đảng ủy có con dấu.

Thành viên Đảng ủy Chính phủ hiện gồm: Thủ tướng, các Phó Thủ tướng, Bộ trưởng Bộ Nội vụ, Bộ trưởng, Chủ nhiệm Văn phòng Chính phủ, Bộ trưởng Bộ Quốc phòng, Bộ trưởng Bộ Công an; thành viên khác (nếu có) do Đảng bộ đề nghị, Bộ Chính trị quyết định. Thủ tướng Chính phủ làm Bí thư Đảng ủy Chính phủ, Phó Thủ tướng Thường trực Chính phủ làm Phó Bí thư Thường trực Đảng ủy Chính phủ.
Những vấn đề thuộc thẩm quyền của Bộ Chính trị, Đảng ủy Chính phủ đề xuất hoặc trình
- Tình hình đặc biệt về kinh tế – xã hội nổi lên trong năm và các giải pháp cần tập trung chỉ đạo khắc phục theo yêu cầu của Bộ Chính trị hoặc khi thấy cần thiết.
- Về việc xét tặng thưởng Huân chương Sao vàng cho cá nhân.
- Kiến nghị xử lý trách nhiệm cá nhân cán bộ thuộc diện Bộ Chính trị quản lý khi có vi phạm trong hoạt động của Chính phủ.
- Những vấn đề khác Đảng ủy Chính phủ thấy cần xin ý kiến Bộ Chính trị.

Những vấn đề thuộc thẩm quyền của Ban Bí thư, Đảng ủy Chính phủ đề xuất hoặc trình
- Về việc xét tặng thưởng Huân chương Hồ Chí Minh cho cá nhân.
- Kiến nghị xử lý trách nhiệm cá nhân cán bộ thuộc diện Ban Bí thư quản lý khi có vi phạm trong hoạt động của Chính phủ. (trích Quy định (Bổ sung) số 216-QĐ/TW ngày 01 tháng 4 năm 2009)
- Bí thư Đảng ủy Chính phủ: Phạm Minh Chính
- Phó Bí thư Đảng ủy Chính phủ: Nguyễn Hòa Bình (Thường trực), Lê Thị Thủy, Lại Xuân Lâm, Nguyễn Đức Phong